# Bernd Thijs
Bernd Thijs [ˈbɛrnt ˈtɛi̯s] (* 28. Juni 1978 in Hasselt) ist ein ehemaliger belgischer Fußballspieler. Der defensive Mittelfeldspieler stand zuletzt von 2007 bis 2014 in der belgischen Erstklassigkeit bei der KAA Gent unter Vertrag.
Nach seinem Karriereende als Aktiver wurde er in den Trainerstab des Vereins hochgehoben und ist seit 2014 als Co-Trainer der Profimannschaft der KAA Gent aktiv.

## Profikarriere

### Die Anfänge (1995–2000)
Bernd Thijs begann seine fußballerische Karriere in seiner Heimatstadt Wellen, die nahe seinem Geburtsort Hasselt liegt. Dort spielte er zehn Jahre lang in der Jugend des dort ansässigen Wellense SK, ehe er 1993 in die Jugendabteilung von Standard Lüttich wechselte. Dort kam er unter Trainer Robert Waseige nach zwei Jahren zu seinen ersten Einsätzen in der Profimannschaft. Dieser ließ Thijs dann in seiner Debütsaison bereits vierzehn Mal auflaufen. In der nächsten Saison avancierte Thijs unter dem neuen Trainer Jos Daerden zum Stammspieler und absolvierte insgesamt 29 Ligaspiele, in denen er drei Tore schoss. Doch in der Sommerpause entließ Lüttich Daerden und es folgte eine relativ chaotische Saison, in der insgesamt drei Übungsleiter für den Verein arbeiteten. Darunter hatte auch Thijs zu leiden, der in der gesamten Saison nur zu zwölf Einsätzen kam. Insgesamt verlief Thijs Zeit in Lüttich recht unruhig, bedingt durch ständige Trainerwechsel und schlechte Platzierungen in der Endtabelle. Der einzige Erfolg bis zu seinem Wechsel im Sommer 2000 war die Teilnahme am Endspiel des belgischen Pokals 1999, wo die Mannschaft dem Lierse SK unterlag.

### KRC Genk (2000–2004)
Im Jahre 2000 verließ er Lüttich und wechselte zum KRC Genk. Dort erreichte er in seiner ersten Saison mit der Mannschaft unter Trainer Johan Boskamp zunächst einen enttäuschenden elften Platz. Dieser wurde dann jedoch kurz vor Ende der Saison entlassen und kurzzeitig ersetzt, ehe Sef Vergoossen zur neuen Saison das Traineramt übernahm. Unter dessen Leistung spielte die Mannschaft eine starke Saison und wurde am Ende sogar überraschend belgischer Meister. Dadurch hatte sich die Mannschaft für die dritte Qualifikationsrunde der Champions League qualifiziert, in der sie Sparta Prag auf Grund der Auswärtstorregel besiegte. Somit hatte die Mannschaft die Gruppenphase erreicht, wo sie unter anderem auf Real Madrid traf, aber am Ende als Tabellenletzter ausschied. In der Liga lief es in den beiden Jahren nach Gewinn der Meisterschaft recht gut, aber die Mannschaft konnte den Erfolg aus der Saison 2001/02 nicht mehr wiederholen. Als Trainer Vergoossen nach Ende der Saison 2003/04 zum Al-Jazira Club ging verließ Thijs auch den Verein und wechselte in die Türkei zu Trabzonspor.

### Trabzonspor und die Zeit in Mönchengladbach (2004–2007)
Der Wechsel in die Türkei erwies sich relativ schnell als Fehlentscheidung. Unter der Leitung von Ziya Doğan kam Thijs zwar immerhin zu elf Einsätzen doch nachdem dieser relativ kurz nach Saisonbeginn entlassen wurde, fand er unter dem neuen Interimstrainer İhsan Derelioğlu keine Berücksichtigung mehr und fühlte sich zudem nach eigenen Angaben auch sozial stark isoliert. So kam es, dass er noch in der Winterpause 2004 in die Bundesliga zu Borussia Mönchengladbach wechselte, wo er einen Vertrag bis 2008 erhielt. Dort war er in seinem ersten halben Jahr unter Trainer Dick Advocaat prompt Stammspieler und wurde mit den Fohlen zehnter in der Liga. In der Sommerpause 2005 zog sich der Belgier dann ausgerechnet in einem Freundschaftsspiel gegen seine alten Mannschaftskameraden aus Genk einen Mittelfußknochenbruch zu. Auf Grund dieser Verletzung musste er zu Beginn der neuen Saison etwas länger pausieren, kam aber ab dem 9. Spieltag immer wieder zu Kurzeinsätzen. Zum Ende der Saison hin wurde er folglich operiert und musste daher länger aussetzen. In der Hinrunde der folgenden Saison zeigte er dann starke Leistungen und war für kurze Zeit wieder Stammspieler bei der Borussia. Doch eine Verletzung zu Beginn der Rückrunde stoppte ihn erneut und nach dem Abstieg des VfL zu Ende der Saison wechselte er wieder zurück in seine Heimat nach Belgien.

### Zurück in der Heimat (2007–2014)
In Belgien unterschrieb er beim KAA Gent. Dort kam er in seiner ersten Saison direkt auf 22 Einsätze, wobei ihm sogar ein Tor gelang. In den nächsten beiden Spielzeiten hatte er hingegen wieder mit Verletzungen zu kämpfen. Dennoch gelang es seiner Mannschaft sich in den Jahren 2008 bis 2011 stets für einen europäischen Wettbewerb zu qualifizieren, doch dort schieden die Belgier meist früh aus. In der vergangenen Saison nahmen sie sogar an der Qualifikation zur Champions League teil, scheiterten dort aber an Dynamo Kiew. Die anschließende Saison verlief dann weniger erfolgreich, da es Gent erstmals seit 2008 nicht gelang sich für den Europapokal zu qualifizieren. Für Thijs hingegen verlief die Saison dennoch recht gut, da er von Verletzungen verschont blieb und insgesamt zu 26 Ligaeinsätzen kam. Nachdem er danach nur mehr verhältnismäßig selten zum Einsatz kam, seinen letzten Auftritt in einer Profiliga hatte er am 1. September 2012, beendete er mit Saisonende 2013/14 seine Karriere als Aktiver und wurde umgehend in den Trainerstab seines Klubs geholt. Dort ist er fortan als Co-Trainer neben Hein Vanhaezebrouck im Einsatz.

## Belgische Nationalmannschaft
Thijs kam kurz vor Beginn der WM 2002 zu seinen ersten beiden Länderspieleinsätzen, bei denen er jeweils in der Schlussphase eingewechselt wurde. Bei der kurz danach ausgetragenen WM berief ihn dann sein ehemaliger Trainer aus Lüttich, Robert Waseige, ins Aufgebot der belgischen Nationalmannschaft.
Während der WM kam er dann nicht zum Zuge und die Belgier schieden im Achtelfinale gegen den späteren Weltmeister Brasilien aus. Nach der WM kam er bis heute zu fünf weiteren Einsätzen, bei denen er keinen Treffer erzielen konnte.

## Titel und Erfolge
- Belgischer Meister: 2002